# Vinnie Who
Vinnie Who (født Niels Bagge Hansen 1 november 1987) er en dansk sanger og sangskriver inden for disco- og popgenren. Han er bedst kendt for sangene "What You Got Is Mine" og "Remedy", der var blandt de ti mest spillede på P3 i 2010.
Vinnie Who har udgivet albummet Then I Met You og var i 2011 nomineret til en Zulu Award som Årets Danske Navn. I 2011 var Vinnie Who også nomineret til tre Danish Music Awards for Årets Danske Album, som Årets Danske Mandlige Kunstner og som Årets Nye Danske Navn. I X Factor 2013 var han hjælpedommer for Thomas Blachman i kategorien for de unge sangere.

## Diskografi

### Studiealbum
- Then I Met You (2010)
- Midnight Special (2013)
- Harmony (2015)

### EP'er
- A Step (2011)

### Singler
- "What You Got Is Mine" (2010)
- "Remedy" (2010)
- "Accident or Will" (2010)
- "Killer Bee" (2011)
- "How Can I Be Sure" (2012)
- "The Wiggle" (2013)
- "39" (2013)